# Biniés
Biniés ist ein spanischer Ort im Pyrenäenvorland in der Provinz Huesca der Autonomen Gemeinschaft Aragonien. Biniés ist ein Ortsteil der Gemeinde Canal de Berdún. Der Ort hatte 35 Einwohner im Jahr 2015.

## Geschichte
Der Ort wurde im Jahr 1042 erstmals urkundlich erwähnt.

## Sehenswürdigkeiten
- Burg aus dem 16. Jahrhundert
- Pfarrkirche San Salvador aus dem 18. Jahrhundert
- Ermita de la Virgen del Pueyo aus dem 18. Jahrhundert